# Lal Bihari
Lal Bihari o Lal Bihari Mritak, लाल बिहारी “मृतक” (1961) es un granjero de Uttar Pradesh, India que fue declarado oficialmente muerto entre 1976 y 1994. Fundó Mritak Sangh o Asociación de los muertos en Uttar Pradesh. Luchó contra la burocracia gubernamental durante 18 años para demostrar que estaba vivo.
Cuando Lal Bihari intentó conseguir un préstamo bancario en 1976, descubrió que estaba oficialmente muerto: su tío había sobornado a un oficial del gobierno para declararlo muerto, para poder obtener la propiedad de la tierra de Bihari.
Bihari descubrió por lo menos a otras 100 personas en situaciones similares, estando oficialmente muertas. Formó Mritak Sangh en el distrito de Azamgarh. Él y otros miembros han estado en peligro de ser asesinados por aquellos que se apropiaron de sus propiedades. Actualmente la asociación tiene más de veinte mil miembros en toda India. En 2004 ya había logrado declarar oficialmente vivos a 4 de sus miembros.
Durante años Bihari intentó atraer la atención de varios medios. Organizó su propio funeral y exigió remuneración a viudas para su esposa. En 1980 agregó la palabra mritak (muerto) y firmó sus cartas como "difunto Lal Bihari". Se postuló a elecciones contra Rajiv Gandhi en 1989 y perdió, para probar que estaba vivo. En 1994 logró anular su muerte luego de una larga lucha legal.
En 2004 obtuvo un asiento en el parlamento de Lal Ganj.[cita requerida]
Bihari continúa ayudando a otras personas en situaciones similares. En 2004 patrocinó al miembro de Mritak Sangh Shivdutt Yadav cuando disputó la elección contra el primer ministro hindú Atal Behari Vajpayee.
El cineasta Satish Kaushik hará una película sobre su vida, "muerte", y vida. A Bihari le fue concedido el Premio Ig Nobel de la paz en 2003 por sus considerables actividades "post mórtem".